# 머더 인 더 퍼스트
《머더 인 더 퍼스트》(영어: Murder in the First)는 2014년부터 2016년까지 방영된 미국의 드라마이다.